# 毛舌兰
毛舌兰（学名：Trichoglottis triflora）为兰科毛舌兰属下的一个种。

## 扩展阅读
- 维基共享资源上的相關多媒體資源：毛舌兰
- 維基物種上的相關：毛舌兰